# Jay Weatherill
Jay Weatherill (ur. 1964 w Adelaide) – australijski polityk, członek Australijskiej Partii Pracy (ALP), w latach 2011-2018 premier stanu Australia Południowa.

## Życiorys

### Pochodzenie i młodość
Pochodzi z zachodniej części Adelaide. Jest dzieckiem z angielsko-australijskiego małżeństwa. Jego ojciec George Weatherill również był członkiem ALP i przez czternaście lat (1986-2000) zasiadał w ławach tej partii w Radzie Ustawodawczej Australii Południowej. Ukończył studia w zakresie prawa i ekonomii na University of Adelaide. W 1995 był współzałożycielem kancelarii prawnej, specjalizującej się w prawie pracy, gdzie praktykował aż do uzyskania mandatu parlamentarnego. 

### Kariera polityczna
W 2002 został wybrany do Izby Zgromadzenia Australii Południowej z okręgu wyborczego Cheltenham. W latach 2002–2011 zajmował wiele stanowisk ministerialnych w rządzie stanowym. W 2010 ubiegał się o funkcję wicepremiera stanowego u boku premiera Mike'a Ranna, został jednak pokonany przez dotychczasowego zastępcę szefa rządu, Kevina Foleya. W lipcu 2011 ALP ogłosiła, iż po konsultacjach wewnątrz ugrupowania postanowiono, iż Weatherill zastąpi Ranna na stanowisku stanowego lidera partii i tym samym premiera Australii Południowej. Po trzymiesięcznym okresie stopniowego przekazywania władzy w partii nowej ekipie, 21 października 2011 Weatherill został zaprzysiężony na czterdziestego piątego w historii premiera stanu. 

### Życie prywatne
W czasach studenckich Weatherill był związany uczuciowo z koleżanką z uczelni Penny Wong, która również jest działaczką ALP i jako pierwsza w dziejach Australii kobieta azjatyckiego pochodzenia weszła do gabinetu federalnego. Obecnie jest żonaty z Melissą Weatherill.